# Marie François Sadi Carnot
Marie François Sadi Carnot (Limoges, 11 agosto 1837 – Lione, 25 giugno 1894) è stato un politico francese.
È stato presidente della Repubblica di Francia dal 1887 al 1894, quando venne assassinato dall'anarchico italiano Sante Caserio. Era nipote del noto generale e politico Lazare Carnot, mentre suo zio era il fisico ed ingegnere Nicolas Léonard Sadi Carnot.

## Biografia

### I primi anni
Marie François Sadi Carnot era figlio del politico Lazare Hippolyte Carnot e di Jeanne Marie Grâce Claire Dupont De Savignat (1811-1897), e nacque a Limoges, Haute-Vienne. Il suo terzo nome era Sadi e gli era derivato da suo zio Nicolas Léonard Sadi Carnot, noto fisico francese che aveva scoperto le leggi della termodinamica, noto appunto col nome di Sadi Carnot col quale poi anche Marie François divenne noto. Egli compì studi di ingegneria civile e fu studente prima all'École Polytechnique e poi all'École des Ponts et Chaussées.
Dopo i corsi accademici, ottenne di essere destinato al pubblico impiego. Il suo repubblicanismo ereditario fece sì che la difesa nazionale chiedesse proprio a lui nel 1870 di organizzare la difesa militare dei dipartimenti dell'Eure, del Calvados e della Senna Inferiore, e nel gennaio del 1871 divenne prefetto del dipartimento della Senna Inferiore. Nei mesi successivi venne eletto all'Assemblea Nazionale per il dipartimento della Côte-d'Or.
Nell'agosto del 1878 venne nominato segretario del ministero dei lavori pubblici. Nel settembre del 1880 divenne ministro dei lavori pubblici e dall'aprile del 1885 passò al ministero delle finanze, che diresse sotto i governi di Ferry e Freycinet sino al dicembre del 1886.

### La presidenza
Quando lo scandalo di Daniel Wilson portò alla caduta di Jules Grévy nel dicembre del 1887, la reputazione di Carnot per la sua integrità lo rese il candidato ideale alla successione della presidenza, ottenendo il supporto di Georges Clemenceau e molti altri, eletto con 616 voti su 827. Egli assunse l'incarico di presidente in un periodo critico della storia francese, quando la repubblica era apertamente attaccata dal generale Georges Boulanger.
Il ruolo del presidente Carnot in queste vicende fu presto noto a tutti grazie alla sua popolarità ed alle sue frequenti apparizioni pubbliche che gli consentirono di ottenere l'appoggio di molti repubblicani. Quando all'inizio del 1889 la famiglia Boulanger venne finalmente condannata all'esilio, parve questa l'occasione a Carnot per celebrare due eventi di particolare interesse nazionale in quell'anno: la celebrazione del centenario della Rivoluzione francese e l'apertura dell'Esposizione universale di Parigi.
Il successo di entrambi gli eventi venne visto non solo come un atto di amore del popolo francese verso la repubblica, ma anche una fortificazione personale per Carnot. Nel 1892 il presidente venne chiamato a fronteggiare l'emergenza dello Scandalo di Panama nel quale il prestigio dello stato venne gravemente danneggiato. Favorevole all'alleanza franco-russa, ricevette dallo zar Alessandro III di Russia l'Ordine di Sant'Andrea.
Carnot era al culmine della popolarità quando, il 24 giugno 1894, dopo aver preso parte ad un banchetto pubblico a Lione ed aver tenuto un discorso nel quale preannunciò la rinuncia ad una possibile sua rielezione a presidente, venne pugnalato dall'anarchico italiano Sante Caserio. Carnot morì poco dopo la mezzanotte del 25 giugno a causa delle ferite riportate, venendo poi onorato con un'elaborata cerimonia funebre e con una sepoltura di stato al Panthéon di Parigi.
Caserio motivò il suo gesto come un atto politico, poiché Carnot non concesse la grazia a Auguste Vaillant, l'anarchico francese condannato a morte per aver provocato un attacco dinamitardo alla Camera dei deputati il 9 dicembre 1893, ferendo una ventina di parlamentari, nell'ambito di una campagna di attentati contro il governo e la borghesia francese accusati di corruzione e ritenuti responsabili delle disuguaglianze sociali. Caserio venne ghigliottinato il 16 agosto 1894.